# Hind (videojuego)
Hind es un juego de simulación de combate aéreo lanzado por Digital Integration en 1996 para los sistemas operativos compatibles con MS-DOS y Microsoft Windows. Es el sucesor de Apache.
El juego presenta al helicóptero militar soviético Mi-24V Hind-E. Fue lanzado con un manual detallado de 99 páginas que explicaba los fundamentos del vuelo y el control del helicóptero, junto con las características específicas del helicóptero Mi-24 y su armamento.

## Jugabilidad
Los gráficos del juego utilizan sombreado Gouraud. A pesar de los gráficos primitivos, posee un modelo de vuelo realista. Muchos efectos complejos de la física se encuentran modelados. El juego incluye opciones para simplificar el modelo de vuelo para los principiantes.
Las campañas incluidas en el juego se basan en guerras reales, pero las misiones involucradas son ficticias.
Las peleas terrestres entre soldados individuales pueden ser vistas, ya que se añade infantería controlada por la IA. También se pueden subir a bordo a los soldados al helicóptero, y tendrán un papel vital en algunas misiones.
Si el jugador no hace nada, se producirá una guerra semialeatoria en cada misión a través de una combinación de escenas guionadas y una IA básica. La guerra podrá ser observada de forma pasiva utilizando la característica de acercamiento y la rotación entre las unidades activas. Es posible pasar algunas misiones de este modo, ya que las unidades de la IA del lado del jugador a menudo resultan capaces de cumplir con los objetivos sin recibir ayuda.

### Modos de juego
El jugador puede elegir misiones simples (solo o en multijugador en línea), una campaña que consiste de misiones encadenadas, o entrenar en la base aérea soviética en Sarátov. El entrenamiento es amplio y enseña el uso de las armas y los sistemas aeronáuticos, la navegación, las tácticas de batalla, etc.
El combate puede tomar lugar en tres localizaciones: Kazajistán, Corea o Afganistán. El modo campaña cuenta con videos, al igual que resúmenes detallados antes de cada misión con descripciones de las mismas, un mapa, y la capacidad de elegir el armamento deseado.
El vuelo en sí mismo puede elegirse en modo novato, modo estable o modo realista.
Hind puede conectarse por IPX y redes de módems analógicos con Apache, convirtiéndose en uno de los primeros juegos multijugador y multisimulador—algo que Digital Integration patentó como «campo de batalla virtual».
Como en su predecesor Apache, Hind posee un modo multijugador cooperativo donde dos jugadores pueden ocupar el mismo helicóptero, uno siendo el piloto mientras que el otro controla las armas (como oficial del sistema de armas).

## Recepción
El juego ha recibido reseñas generalmente positivas. Tanto GameSpot como Next Generation han dicho que la selección de los modos de realismo invita a jugadores de todos los niveles de habilidad e inclinaciones. El analista de GameSpot, Chet Thomas, aclamó el diseño de las misiones por resultar apropiado para los usos previstos del Hind en la vida real, y felicitó a la IA, los gráficos, y las opciones cara a cara. El crítico de Next Generation concluyó que «al igual que con Apache, si estás lo menos interesado posible en los simuladores de vuelo, Hind es para quedárselo». Señaló que, aunque los gráficos fuesen primitivos, eran mejores que los de Apache, y su primitivismo lo convierte en uno de los pocos buenos simuladores que pueden ser jugados en una Intel 80486. También consideró a la capacidad de conectarse con Apache en el modo cara a cara «una medida atrevida y bienvenida». Un crítico de GameRevolution dijo que sus mejores y peores características eran su realismo. En cualquier modo que no fuese el menos realista, consideró que los controles eran excesivamente difíciles para cualquiera que no fuese experto en simuladores de vuelo. Criticó que el uso de polígonos para los gráficos hacía que los objetos fuesen difíciles de distinguir, pero elogió la elección de distintos ángulos de cámara.
Hind fue nominado a la simulación del año de 1996 por Computer Games Strategy Plus y Computer Gaming World, pero perdió en ambos premios contra Jane's AH-64D Longbow. En 1997, fue nombrado por PC Gamer UK como el 30.° mejor juego de computadora jamás hecho, cuyos editores llamaron a Hind una «simulación seminal de helicópteros».